# Selimiye-Moschee (Nikosia)

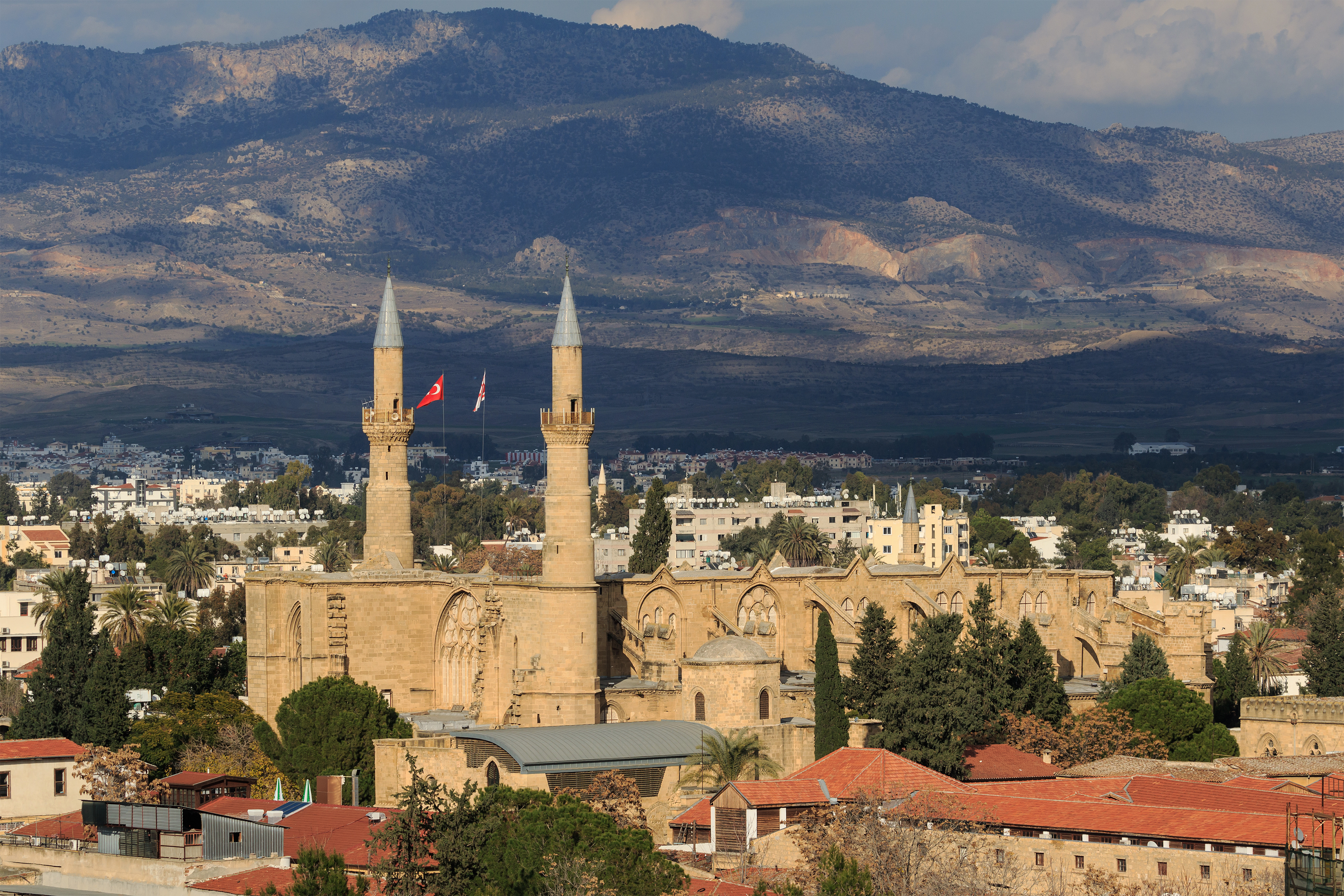
Die Selimiye-Moschee

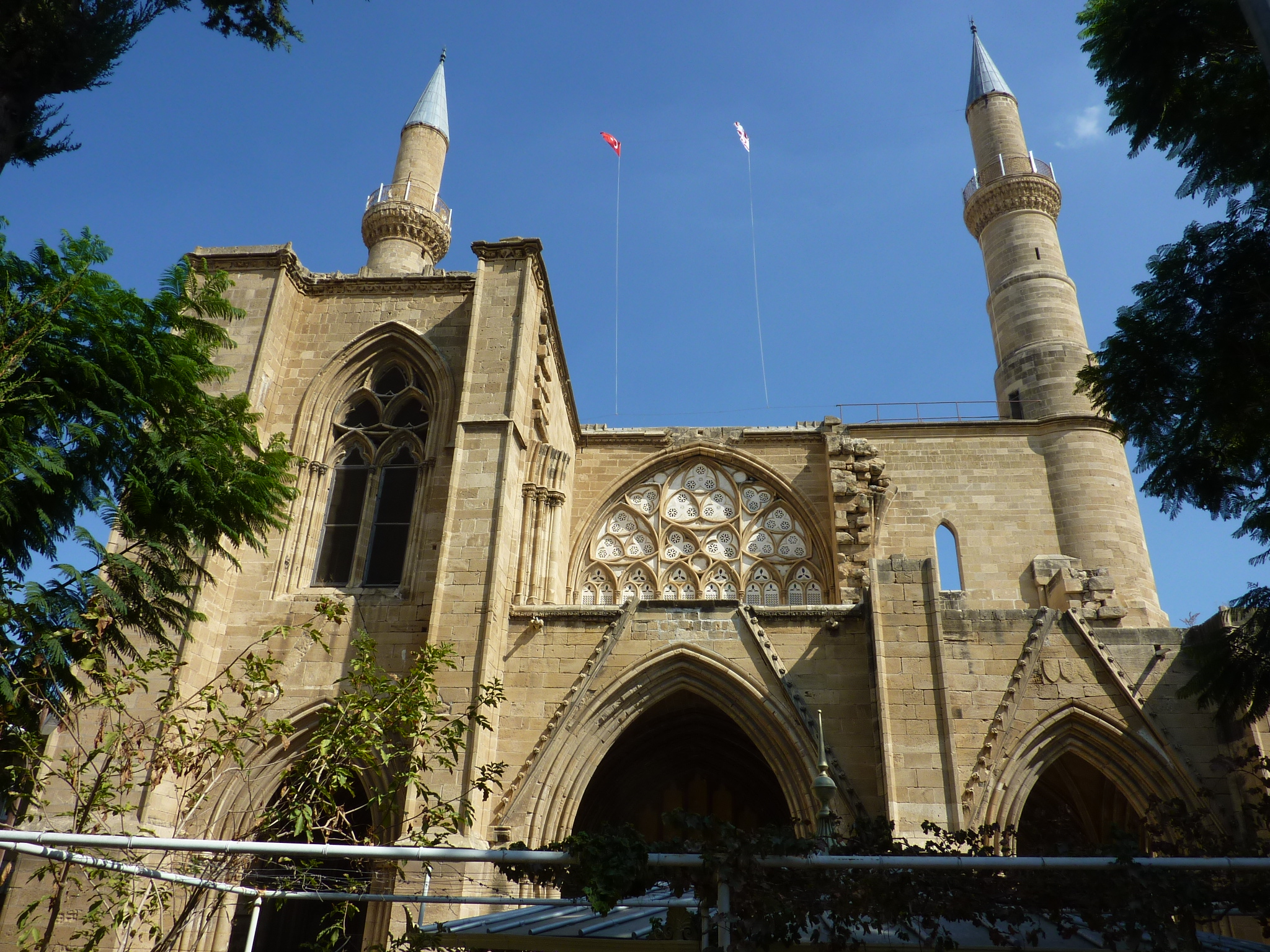
Ansicht von Westen

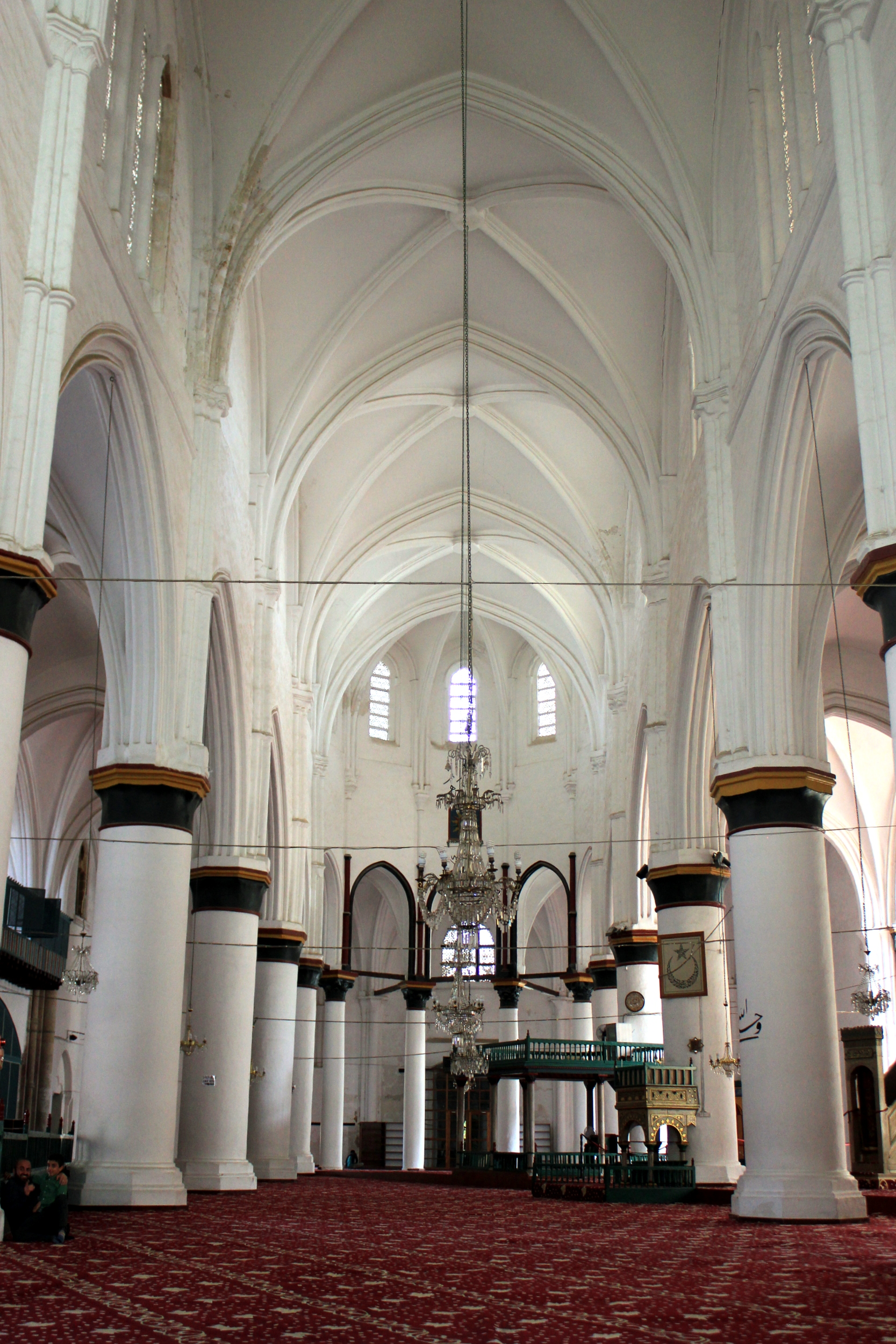
Innenraum

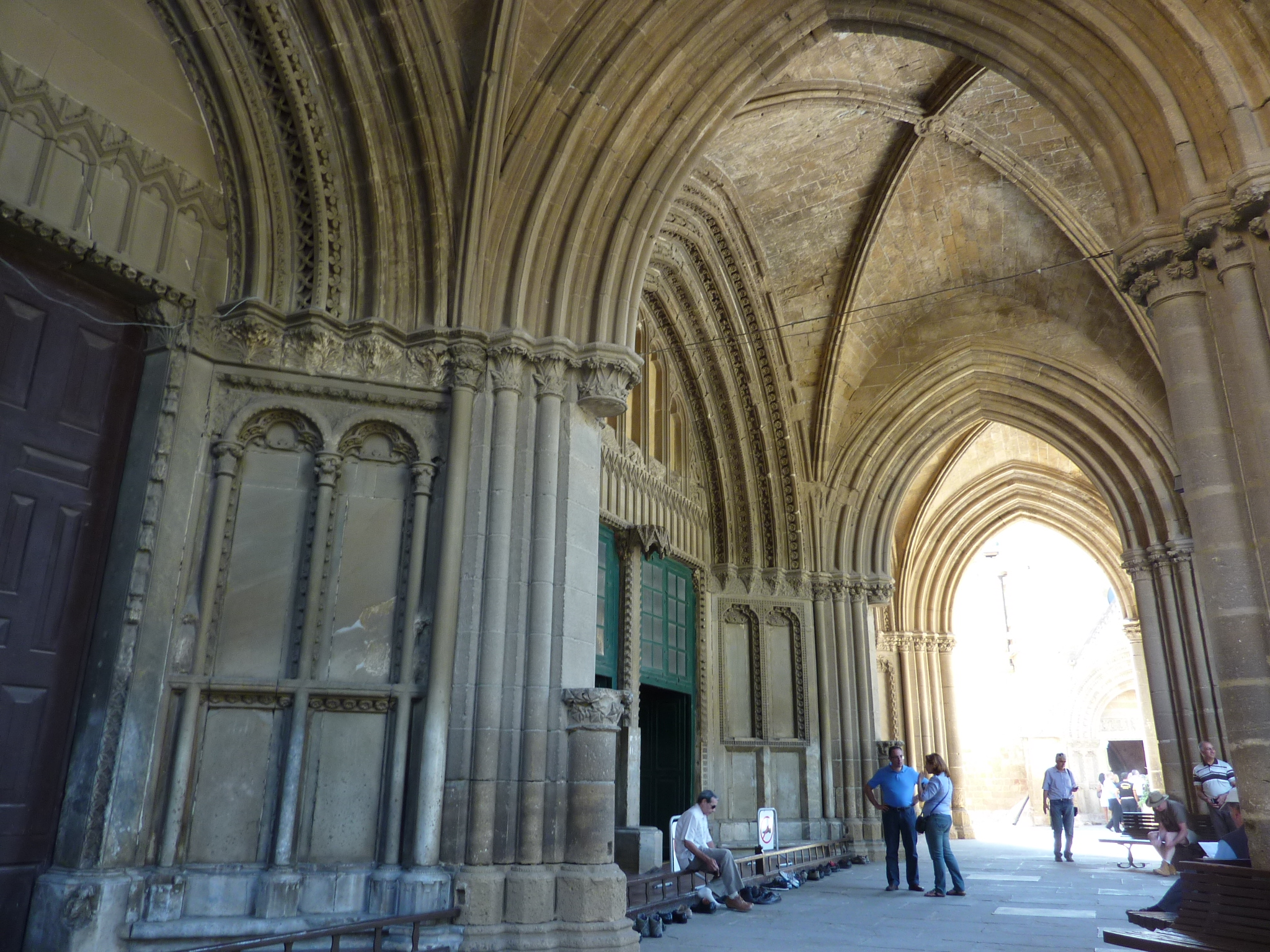
Vorhalle

Die Selimiye-Moschee (türkisch Lefkoşa Selimiye Camii, griechisch Τέμενος Σελιμιγιέ Λευκωσίας Témenos Selimigié Lefkosías), ehemals Hl.-Sophien-Kathedrale, ist eine Moschee im zyprischen Nikosia und die einstige christliche Kathedrale der Stadt. Sie befindet sich in der nördlichen Hälfte der Altstadt, nur 100 Meter nördlich der „Grünen Linie“, die das türkisch besetzte Nordzypern vom Rest der Republik Zypern trennt.

## Geschichte
Die Sophienkathedrale wurde zwischen 1209 und 1326, vor allem unter Erzbischof Eustorge de Montaigu (1217–1251) errichtet und gilt als Meisterwerk des gotischen Kirchenbaus, vergleichbar den großen Kathedralen Frankreichs. Auf die Initiative des Bischofs Giovanni del Conte (1319–1332) gehen einige bauliche Veränderungen, vor allem aber die Gestaltung des Innenraums zurück. Dazu holte er italienische Künstler in die Stadt. Geweiht wurde die Kirche am 5. November 1326. Das Gebäude war bis 1489 die Krönungskirche der Könige Zyperns. Anschließend beherrschte Venedig bis 1571 die Insel.
Die Osmanen wandelten die Kathedrale in eine Moschee um, die unvollendet gebliebenen Westtürme wurden als Minarette vollendet. Die sakrale Ausstattung, z. B. die Kirchenfenster, ging dabei verloren. Fortan war das Gebäude die städtische Hauptmoschee. Das Gebäude wurde während der Erdbeben 1491, 1547 und 1735 erheblich beschädigt.
Sowohl in der britischen Kolonialzeit als auch bis zum Auseinanderbrechen der Republik Zypern blieb die Funktion als Moschee erhalten. Seit 1974 befindet sich der Nordteil Nikosias mitsamt seiner Hauptmoschee in der Türkischen Republik Nordzypern.